# Maria Alm am Steinernen Meer
Maria Alm ist eine Gemeinde des Pinzgaus mit 2270 Einwohnern (Stand 1. Jänner 2024) und ein Dorf im österreichischen Land Salzburg und liegt rund fünf Kilometer östlich von Saalfelden am Steinernen Meer.

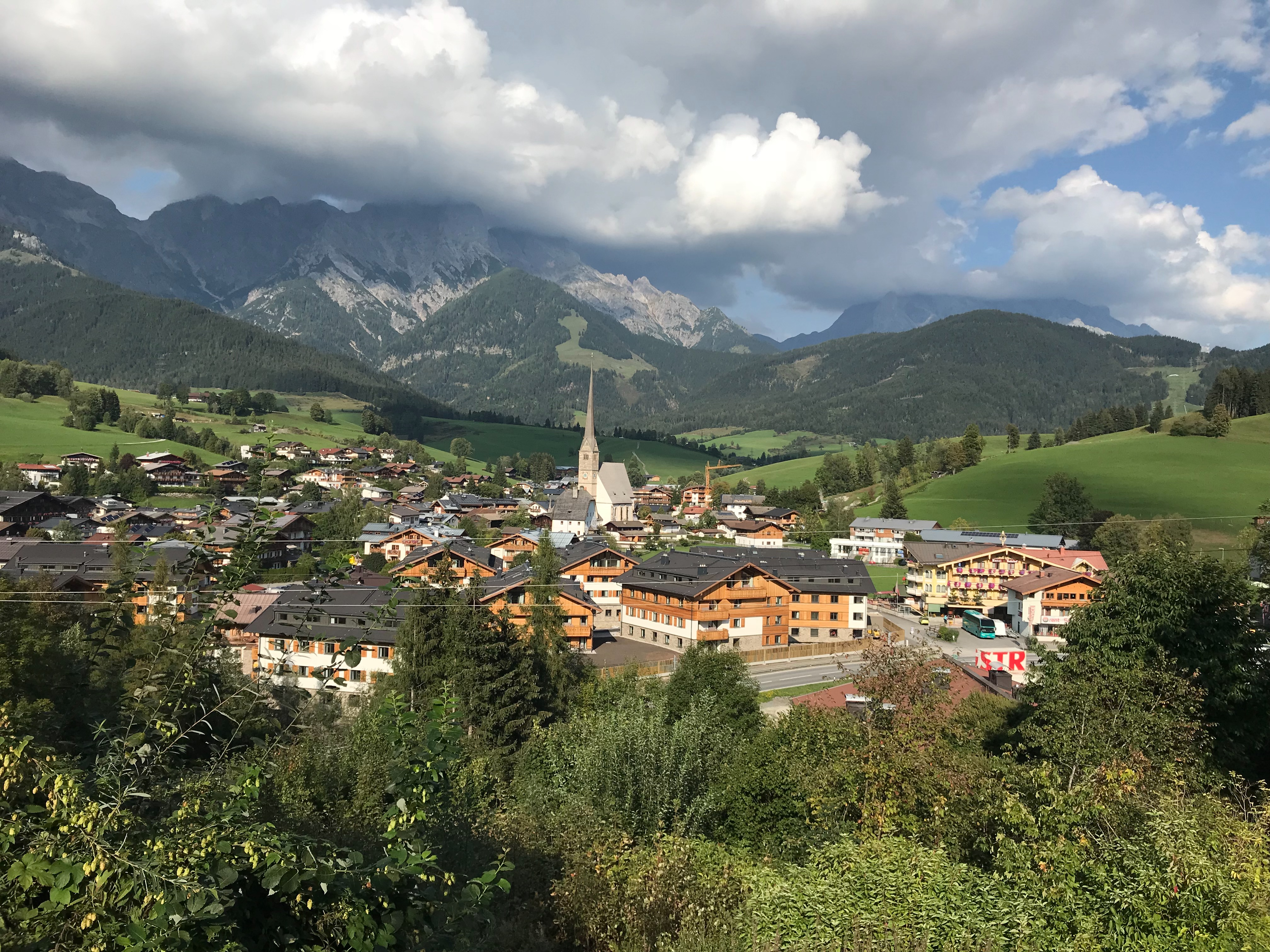
Maria Alm Panorama

## Geografie
Die Gemeinde liegt eingebettet zwischen dem Gebirgszug des Steinernen Meeres (Nördliche Kalkalpen) und den Pinzgauer Grasbergen – speziell der Schwalbenwand-Hundstein-Gruppe. Der Hausberg der Gemeinde ist der Natrun.
Die Urslau stellt als Bach das Hauptgewässer in Maria Alm dar. Ihr Ursprung befindet sich in Hinterthal; sie verläuft über Almdorf in die Nachbargemeinde Saalfelden, wo sie in die Saalach einmündet. Die Urslau speist sich aus weiteren Seitengräben: dem Schwarzeckgraben, dem Jetzbachgraben und dem Almbach mit dem Krallergraben (von oben begonnen).

### Gemeindegliederung
Das Gemeindegebiet umfasst folgende 10 Ortschaften (in Klammern Einwohnerzahl Stand 1. Jänner 2024):
- Aberg (32)
- Alm (1081)
- Bachwinkl (58)
- Enterwinkl (116)
- Griesbachwinkl (125)
- Hinterthal (215)
- Krallerwinkl (180)
- Schattberg (210)
- Schloßberg (46)
- Sonnberg (207)

Katastralgemeinden
Die Gemeinde Maria Alm besteht aus den folgenden 4 Katastralgemeinden
| 57102 | Alm        |
| 55514 | Winkl      |
| 57112 | Hinterthal |
| 57101 | Aberg      |

### Nachbargemeinden
|                               | Schönau am Königssee (Bayern)               | Werfen (JO)          |
| Saalfelden am Steinernen Meer | Kompassrose, die auf Nachbargemeinden zeigt | Dienten am Hochkönig |
| Zell am See                   | Bruck an der Großglocknerstraße             | Taxenbach            |

## Geschichte
Im 6. Jahrhundert siedeln Bajuwaren im ganzen Saalfeldener Becken. Im 8. Jahrhundert werden im Urslautal Schwaigen errichtet, die dann im 13. und 14. Jahrhundert in Lehen umgewandelt werden. Zu diesem Zeitpunkt war der „Kronreiter“ der einzige Freibauer.
Die erste urkundliche Erwähnung stammt aus dem Jahr 1374, wo das „Gotteshaus Maria in der Almb“, eine einschiffige gotische Kirche genannt wird. Das Rittergeschlecht der Almb hatte bis ins 16. Jahrhundert seinen Sitz am Schattberg. 
Als der Salzburger Erzbischof Leopold Anton von Firmian im Herbst 1731 mit seinem Emigrationspatent die Ausweisung aller Protestanten anordnete, siedelte sich ein Viertel der Bevölkerung von Maria Alm im Jahr darauf in Ostpreußen an.
Die Ursprünge des Fremdenverkehrs gehen auf das Jahr 1928 zurück. 1968 wurde die Wintersportanlage errichtet, was die Gemeinde auch dem Wintertourismus öffnete.

### Bauernhöfe und Gutshäuser
Maria Alm besitzt die Erbhöfe Vorderjetzbachhof und den des Erdstadel-Bauern. Von besonderer Bedeutung ist das Poschengut:
Das Poschengut auch Poschgut genannt, war ein ehemaliges Jagdschloss am Talschluss von Hinterthal und wurde unter Erzbischof Matthäus Lang von Wellenburg etwa 1545 erbaut. Das Portal des Hauses besteht aus Marmor und ist im sogenannten Eselrückenstil ausgeführt. Noch lange Zeit waren die Trophäen von der Jagd nicht nur im Schloss, sondern auch auf der Außenmauer des Hauses angebracht. Die Gegend ist ja, wie der Name Urslau sagt, noch lange Zeit von Bären besiedelt worden, wodurch der Jagdeifer des Erzbischofs in diesem Tale verständlich ist.
Verschiedene Besitzer waren über die Jahrhunderte Eigentümer. Die Familie Rainer erwarb das Haus und die Besitzungen über die Heirat des Andre Rainer am Ende des 18. Jahrhunderts mit einer geborenen Thumb, deren Eltern die letzten Vorbesitzer waren. Die Familie Rainer brachte es zu einem ansehnlichen Wohlstand und wurde als der reichste Kornbauern des ganzen Tales bezeichnet. Hier baute man im Schutze des Steinernen Meeres Getreide an. Das Ehepaar Rainer hatte gemeinsam fünfzehn lebende Kinder. Da im 19. Jahrhundert durch die Industrielle Revolution ein großes Bauernsterben ausgelöst wurde, musste auch Rainer seinen Besitz verkaufen. Die Familie verließ zum Großteil das Tal und wurde über alle Himmelsrichtungen verstreut. Der ehemalige Besitzer des Gasthofes Botenwirt in Hinterthal Alois war noch ein „echter Rainer“.
Rainer verkaufte seinen Grund und das Haus um 48.000 Gulden an den Kunstdüngererzeuger Hermann Schmidtmann aus Schmalkalden in Deutschland. Dieser kaufte viele Bauernhöfe, war Besitzer des Schlosses Grubhof bei Lofer und besaß auch ein Kalibergwerk in Deutschland. Nachkommen der Familie Rainer besaßen noch bis zum Ersten Weltkrieg ein gewisses Vermögen, haben es jedoch durch Zwang zur Zeichnung von Kriegsanleihen und durch den finanziellen Verlust bei der großen Weltwirtschaftskrise von 1929 schließlich endgültig verloren. Der nunmehrige Besitzer Schmidtmann veränderte die Landwirtschaft in einen modernen Betrieb und baute einige Wirtschaftsgebäude dazu. Die Familie Watermann übernahm das Haus. Ursprünglich führte ein Weg über das Gelände des Poschengutes, der jahrhundertelang als Wegerecht bestand. In den letzten Jahren wurde dieser jedoch von den Erben Schmidtmanns verlegt, sodass man leider nicht mehr direkt am Haus vorbeigehen kann. Die Erben der Familie Schmidtmann und Watermann sind heute noch Besitzer dieses Anwesens und der Landwirtschaft.

## Kultur und Sehenswürdigkeiten

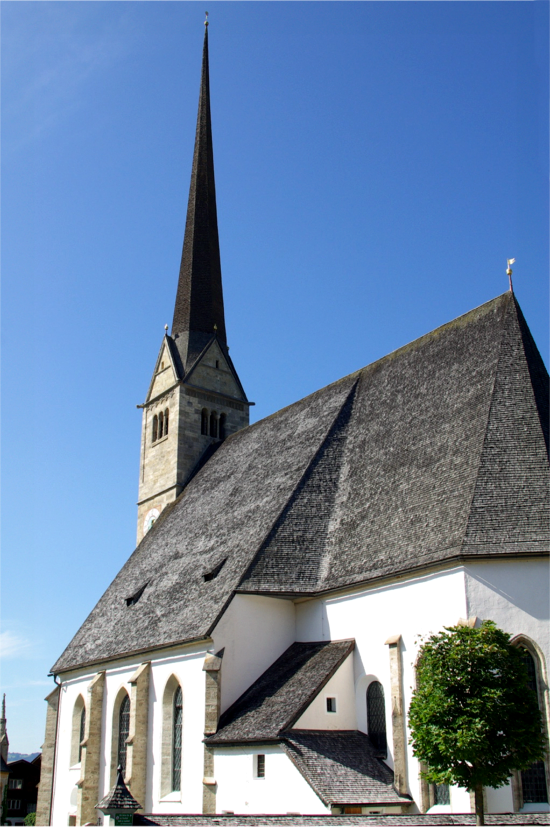
Der Turm der Pfarrkirche, mit 83 m der höchste in der Erzdiözese Salzburg

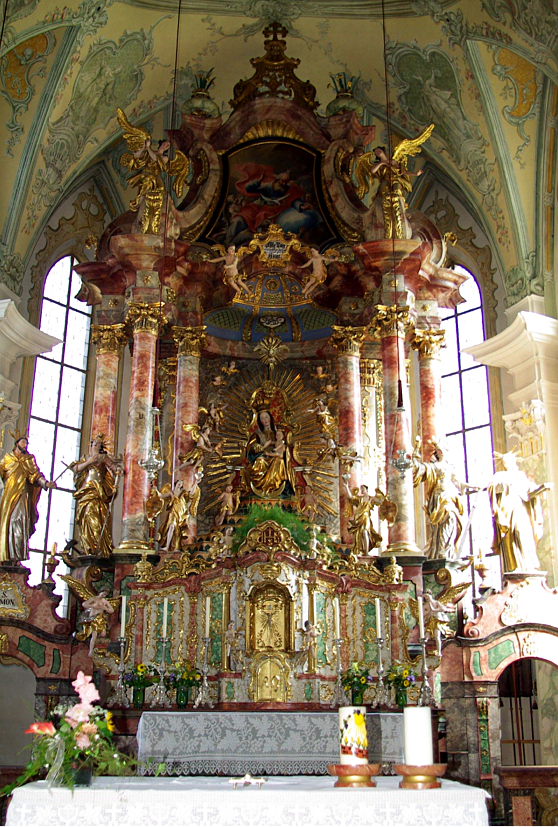
Der berühmte Hochaltar mit dem Gnadenbild der Mutter Gottes.

### Bauwerke
In Maria Alm befinden sich die Wallfahrtskirche Maria Alm, die Pfarrkirche Hinterthal und die Gastegkapelle. Zu den ältesten Gebäuden zählen der Almerwirt aus dem Jahr 1530, und das Vorderjetzbachgut aus dem 14. Jahrhundert mit gemauerten Haus aus dem Jahr 1560.

### Bräuche
Jährlich am Bartholomäitag führt die Almer Wallfahrt über das Steinerne Meer nach St. Bartholomäus am Königssee, auf einem mit Natursteinstufen ausgebauten Pilgerweg.

### Sport

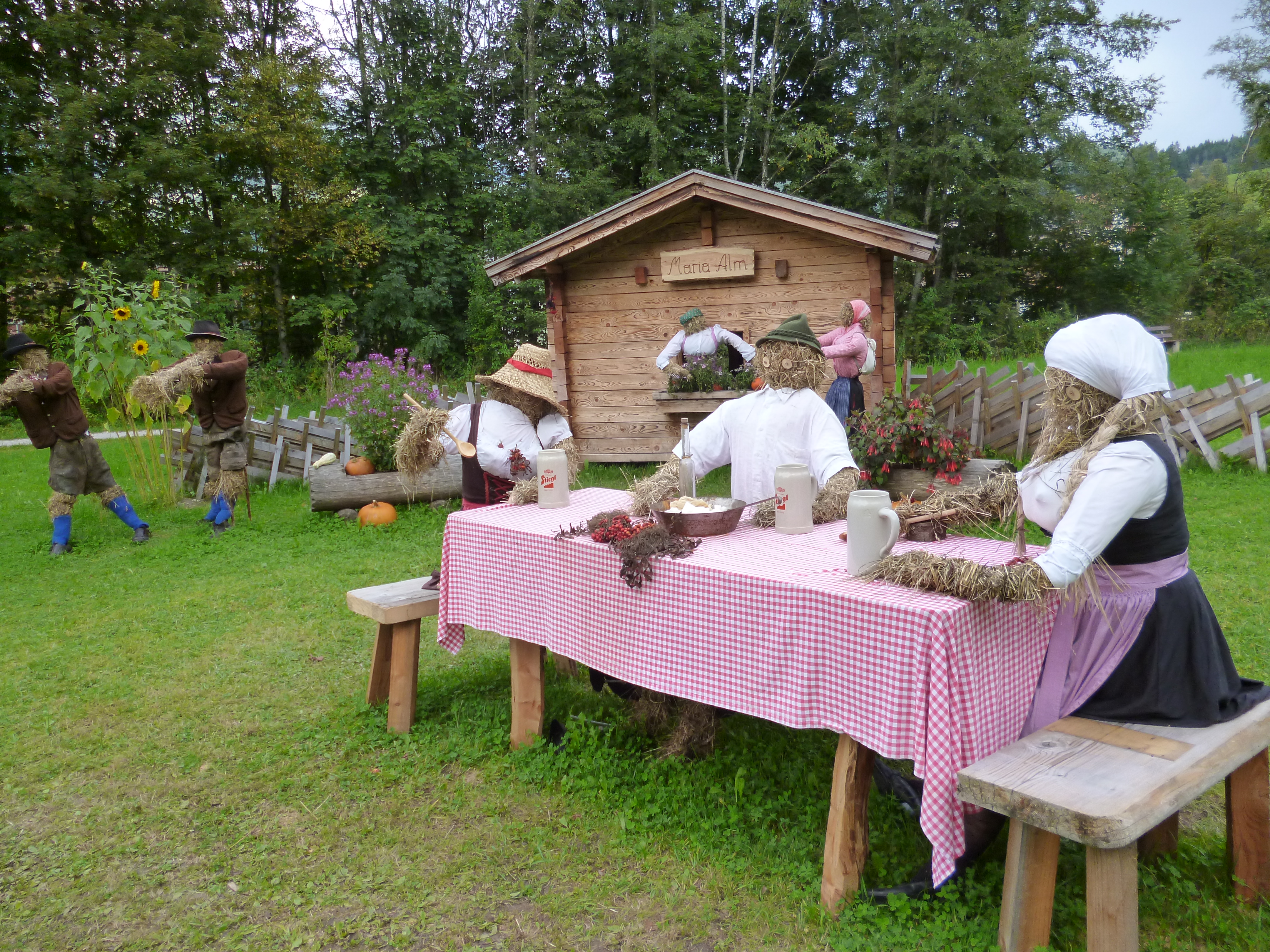
Bauernherbst 2014

Das erste Schwimmbad wurde 1933 neben dem Waldhaus angelegt. In Maria Alm gibt es den Eisschützenverein; jährlich findet das Jakobiranggeln am Hundstein statt.

## Wirtschaft und Infrastruktur

### Wirtschaftssektoren
Im Jahr 2010 wurden 41 landwirtschaftliche Betriebe im Haupt-, 42 im Nebenerwerb und elf von juristischen Personen geführt. Diese bewirtschafteten mehr als ein Viertel der Flächen. Der größte Arbeitgeber im Produktionssektor war die Bauwirtschaft. Im Dienstleistungssektor arbeiteten mehr als vierzig Prozent der Beschäftigten im Bereich Beherbergung und Gastronomie.
| Wirtschaftssektor            | Anzahl Betriebe | Anzahl Betriebe | Erwerbstätige | Erwerbstätige |
| Wirtschaftssektor            | 2011            | 2001            | 2011          | 2001          |
| ---------------------------- | --------------- | --------------- | ------------- | ------------- |
| Land- und Forstwirtschaft 1) | 95              | 93              | 81            | 79            |
| Produktion                   | 22              | 17              | 92            | 105           |
| Dienstleistung               | 215             | 172             | 526           | 602           |

1) Betriebe mit Fläche in den Jahren 2010 und 1999

### Schulwesen
Erste Spuren sind 1539 mit Gründung des Vikariats nachweisbar. Die Schule wurde zuerst im Schusterhaus, später ab 1818 im Mesnerhaus gehalten.
Durch den Nachlass des Ilgenkrämer 1887 konnten die Halleiner Schulschwestern eine Filiale ihrer Schule errichten. Die Eröffnung war 1889, der Bau des neuen Schulhauses 1893 – bis 1938 gab es zwei Klassen. Erst 1945 fand wieder Unterricht statt, der jedoch 1950 mangels Lehrkräfte beendet wurde.

### Gesundheitswesen
Im 17. und 18. Jahrhundert kam es mehrmals zu Ausbrüchen der Ruhr, 1885 starben zehn Kinder an Diphtherie. Die Lebenserwartung um 1700 lag bei 43 Jahren, 1950 bei 60 Jahren. Die Sterblichkeit bei der Geburt von anfänglich 80 % sank auf 10 % um 1950.
Im Jahr 1679 wurde zum ersten Mal ein Bademeister an der Heilquelle der Gastegkapelle erwähnt; die Heilquelle ist schwach radiumhaltig. Im Jahr 1777 wird ein Lehrer Johann Georg Aglassinger auch als Bader und Chirurgus erwähnt.

### Tourismus
Seit den 1960er-Jahren brachten sowohl der Sommer-, aber hauptsächlich der Wintertourismus einen enormen Aufschwung in das vorher stark ländlich geprägte Gemeindeleben. Zahlreiche Ferienhäuser, Chalets etc. entstanden. Mit zu den bekanntesten „Teilzeiteinwohnern“ des Ortsteils Hinterthal gehörten der ehemalige deutsche Bundespräsident Walter Scheel, die Familie des Schokoriegelproduzenten Mars und auch der ehemalige Formel-1-Rennfahrer Keke Rosberg hatte einmal ein Anwesen in der Nähe des Golfclubs Urslautal. Auch der NS-Funktionär Reinhard Spitzy wohnte in Maria Alm am Steinernen Meer.
Maria Alm und seine Ortsteile verfügen über ein weitreichendes Netz von Beförderungsanlagen für den alpinen Skisport – darunter die Skilifte Simerllift, den Schattberglift und die Aberg Bergbahnen – und gehören Hochkönigs Winterreich, ehemals die Hochkönig-Skischaukel an, die sich weiter nach Südosten in die Täler von Dienten und Mühlbach am Hochkönig erstreckt. Daneben ist auch Rodelsport und Langlauf möglich. Im Sommer locken sowohl Wanderstrecken wie intensive Touren in die Bergwelt des Steinernen Meers und des Hochkönigs mit ihren Gipfeln bis knapp unter 3000 m ü. A.
Seit 2015 wird der Hochkönigman, einer der anspruchsvollsten Bergmarathons in Österreich, ausgetragen.
Im Ortsteil Hintermoos befindet sich seit den 1960er Jahren das Bundessport- und -freizeitzentrum (BSFZ) Hintermoos des Unterrichtsministeriums.
Die Anzahl der Übernachtungen stieg von 600.000 im Jahr 2010 auf über 800.000 im Jahr 2019. Der stärkste Monat ist der Februar mit fast 150.000 Nächtigungen. Maria Alm hat auch eine starke Sommersaison, die Monate Juli und August bringen jeweils über 100.000 Übernachtungen (Stand 2019).

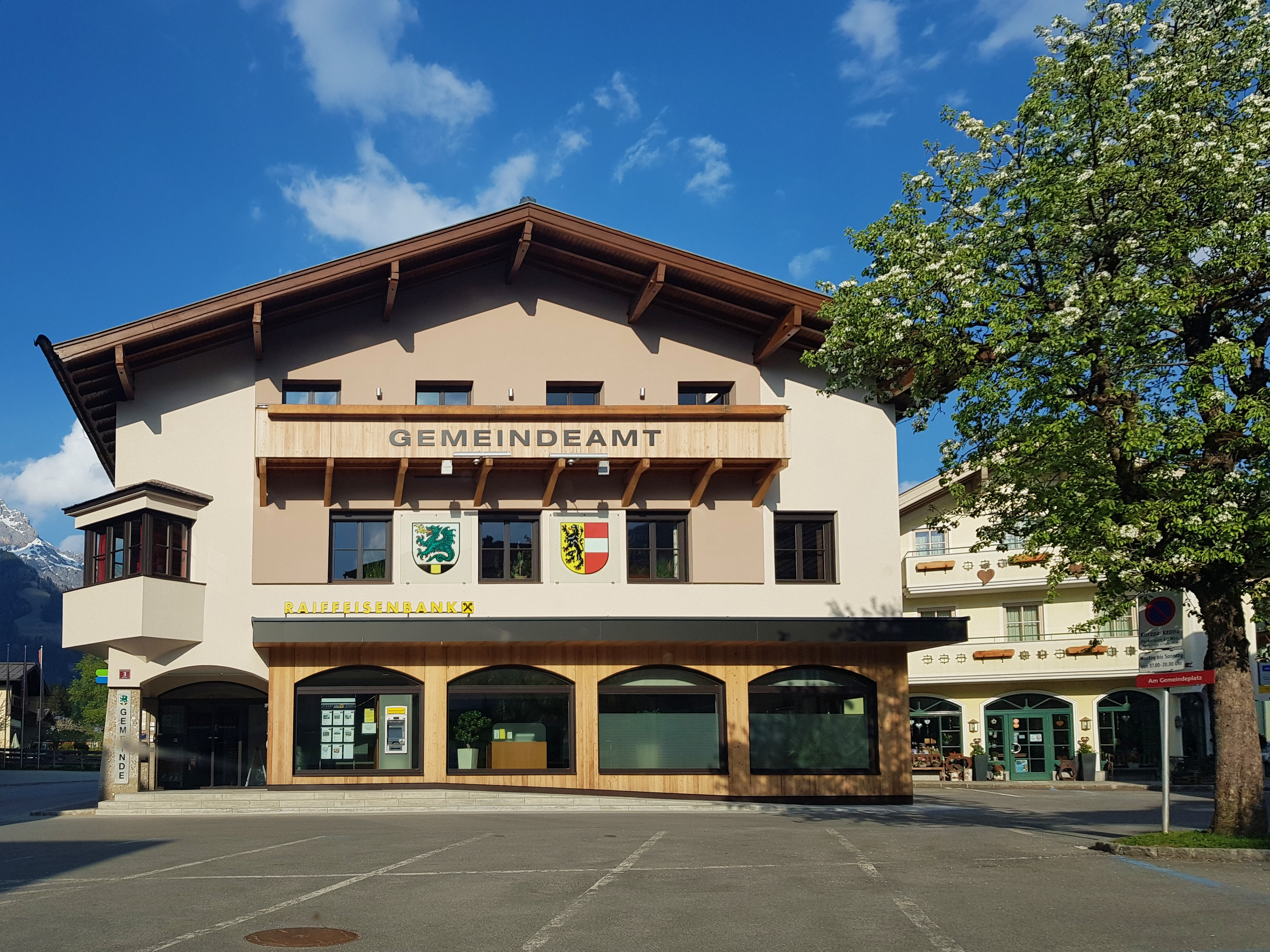
Gemeindeamt Maria Alm

## Politik

### Gemeinderat
| Gemeinderatswahl 2024Wahlbeteiligung: 72,7 % 403020100 35,1 % (−1,7 %p)33,8 % (−0,1 %p)31,2 % (+6,6 %p)n. k. % (−4,6 %p) ÖVPSPÖWPMFPÖ20192024 |

Die Gemeindevertretung hat insgesamt 17 Mitglieder.
- Mit den Gemeindevertretungs- und Bürgermeisterwahlen in Salzburg 2004 hatte die Gemeindevertretung folgende Verteilung: 9 ÖVP, 7 SPÖ, und 1 FPÖ.
- Mit den Gemeindevertretungs- und Bürgermeisterwahlen in Salzburg 2009 hatte die Gemeindevertretung folgende Verteilung: 6 WPM, 5 ÖVP, 5 SPÖ, und 1 FPÖ.
- Mit den Gemeindevertretungs- und Bürgermeisterwahlen in Salzburg 2014 hatte die Gemeindevertretung folgende Verteilung: 9 WPM, 4 ÖVP, 3 SPÖ, und 1 FPÖ.
- Mit den Gemeindevertretungs- und Bürgermeisterwahlen in Salzburg 2019 hatte die Gemeindevertretung folgende Verteilung: 7 ÖVP, 6 SPÖ, und 4 WPM - Wählergemeinschaft Pro Maria Alm.[15]
- Mit den Gemeindevertretungs- und Bürgermeisterwahlen in Salzburg 2024 hat die Gemeindevertretung folgende Verteilung: 6 ÖVP, 6 SPÖ, und 5 WPM - Wählergemeinschaft Pro Maria Alm.[16]

### Bürgermeister
- 1974–1994 Helmut Stöckl (ÖVP)[17]
- 1994–2009 Hans Langreiter (ÖVP)[18]
- 2009–2018 Alois Gadenstätter (WPM)[19]
- 2018–2019 Siegfried Rainer (WPM)
- 2019–2024 Hermann Rohrmoser (SPÖ)[20]
- seit 2024 Rudolf Müllner (WPM)[21]

### Wappen
Das Wappen der Gemeinde ist: „In silbernem Schild ein rotbewehrter, feuerspeiender grüner Drache (‚Tatzelwurm‘) über einem von goldenem Pfahl überzogenen schwarzen Schildfuß.“
Der Schildfuß erinnert an die Familie Alm, die das Gebiet im Mittelalter verwalteten. Der Drache steht für die naturbelassene Landschaft.

## Persönlichkeiten

### Söhne und Töchter der Gemeinde
- Wolf Haas (* 1960), Schriftsteller; sein 2018 erschienener Roman Junger Mann handelt von in dieser Gegend lebenden Menschen.
- Gunther Hessel (* 1966), Offizier, Militärkommandant des Militärkommandos Vorarlberg
- Marcus Schmuck (1925–2005), Bergsteiger
- Rosl Schwaiger (1918–1970), Sängerin

### Mit der Gemeinde verbundene Persönlichkeiten
- Alfred Rainer (1987–2008), Nordischer Kombinierer
- Reinhard Spitzy (1912–2010), NS-Funktionär, Unternehmer, Autor
- Marita Kramer (* 2001), Skispringerin